# Rašovice (kraj środkowoczeski)
Rašovice – gmina w Czechach, w powiecie Kutná Hora, w kraju środkowoczeskim.
1 stycznia 2017 gminę zamieszkiwało 379 osób, a ich średni wiek wynosił 41,6 roku.